# Зелёный Барвинок
Зелёный Барвинок (укр. Зелений Барвінок) — село в Попельнастовской сельской общине Александрийского района Кировоградской области Украины.
Население по переписи 2001 года составляло 150 человек. Почтовый индекс — 28054. Телефонный код — 5235. Код КОАТУУ — 3520382602.